# Pseudoneureclipsis palmonii
Pseudoneureclipsis palmonii är en nattsländeart som beskrevs av Oliver S. Flint Jr. 1967. Pseudoneureclipsis palmonii ingår i släktet Pseudoneureclipsis och familjen fångstnätnattsländor. Inga underarter finns listade i Catalogue of Life.